# Teschen (streek)

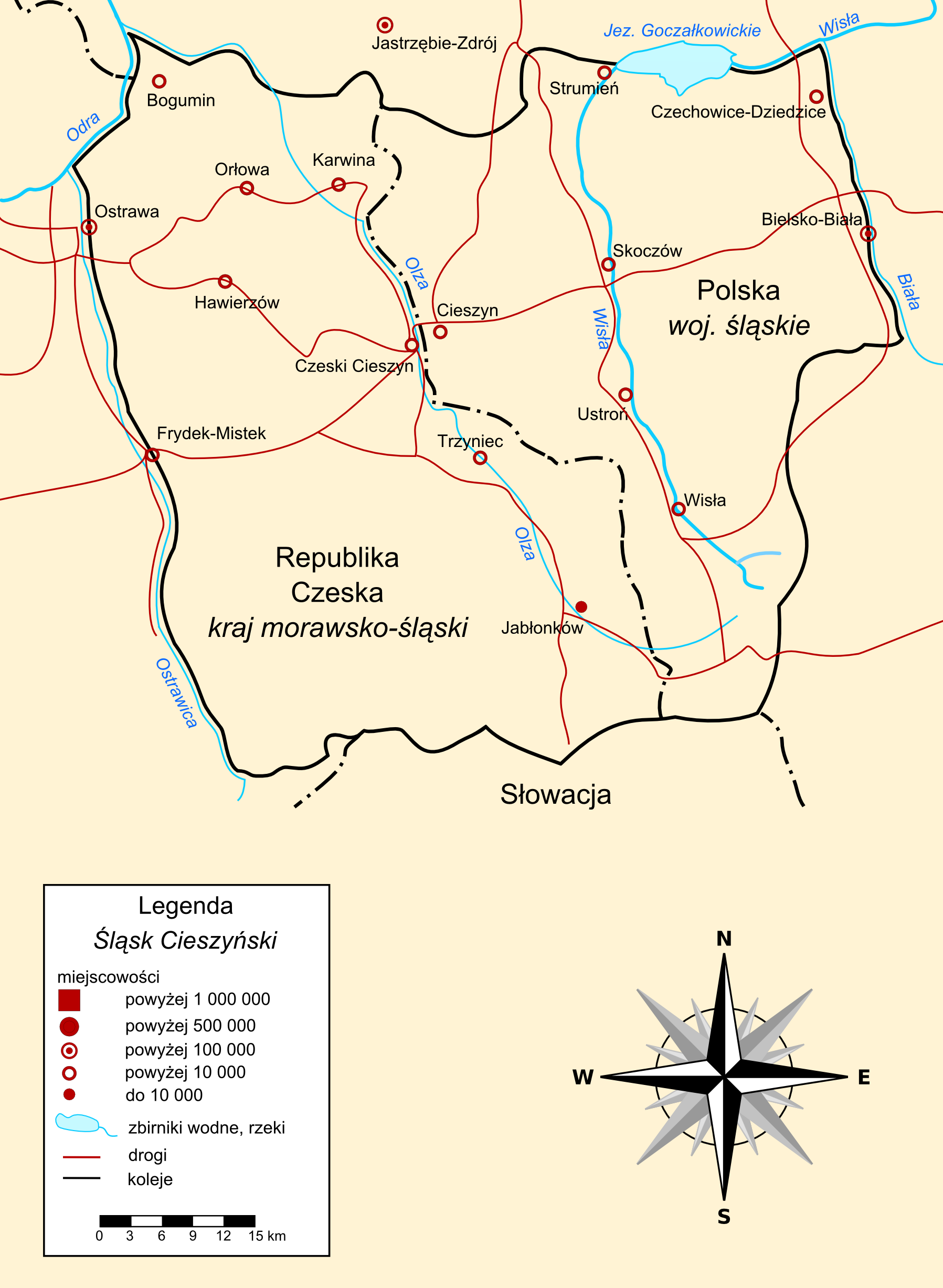
Poolse kaart van de streek

Teschen of Teschen-Silezië (Tsjechisch: Těšínské Slezsko of Těšínsko; Pools: Śląsk Cieszyński; Duits: Teschener Schlesien of Olsagebiet) is een historische regio in Opper-Silezië waarvan de grenzen ongeveer overeenkomen met die van het voormalige hertogdom Teschen. De westgrens loopt in Tsjechië langs de Oder en de Ostravice en de oostgrens in Polen langs de Biała Wisełka (witte kleine Weichsel) en Slowakije.
Aan de noordgrens ligt onder andere het stuwmeer van Goczałkowice. De hoogste berg is de Lysá hora met een hoogte van 1.323 meter.
Het middelpunt van het gebied is de Pools/Tsjechische dubbelstad Teschen, het huidige Cieszyn in Polen en Český Těšín in Tsjechië. Andere grote steden (minstens 35.000 inwoners) zijn het Tsjechische Ostrava (het oostelijke deel), Havířov, Frýdek-Místek (het oostelijke deel namelijk Frýdek, Karviná en Třinec en het Poolse Bielsko-Biała en Czechowice-Dziedzice.